# Olympische Sommerspiele 2020/Schwimmen – 4 × 200 m Freistil (Männer)
Die 4-mal-200-Meter-Freistilstaffel der Männer bei den Olympischen Spielen 2020 in Tokio wurde vom 27. bis 28. Juli 2021 im Tokyo Aquatics Centre ausgetragen.

## Bestehende Rekorde
Vor Beginn der Olympischen Spiele waren folgende Rekorde gültig.
| Weltrekord         | Vereinigte Staaten (Michael Phelps, Ricky Berens, David Walters, Ryan Lochte)    | 6:58,55 min | Rom, Italien  | 31. Juli 2009   |
| Olympischer Rekord | Vereinigte Staaten (Michael Phelps, Ryan Lochte, Ricky Berens, Peter Vanderkaay) | 6:58,56 min | Peking, China | 13. August 2008 |

## Vorlauf

### Vorlauf 1
| Platz | Nation     | Name | Zeit        | Anmerkung |
| ----- | ---------- | --- | ----------- | --------- |
| 1     | Italien    | Stefano Di Cola (1:47,00 min) Matteo Ciampi (1:45,64 min) Marco De Tullio (1:46,78 min) Filippo Megli (1:45,63 min)              | 7:05,05 min |           |
| 2     | ROC        | Michail Dowgaljuk (1:46,56 min) Alexander Krasnych (1:46,78 min) Iwan Girjow (1:45,71 min) Michail Wekowischtschew (1:46,11 min) | 7:05,16 min |           |
| 3     | Schweiz    | Antonio Djakovic (1:46,41 min) Nils Liess (1:47,23 min) Noè Ponti (1:47,11 min) Roman Mityukov (1:45,84 min)                     | 7:06,59 min | NR        |
| 4     | China      | Ji Xinjie (1:47,14 min) Hong Jinquan (1:48,17 min) Zhang Ziyang (1:46,89 min) Wang Shun (1:46,07 min)                            | 7:08,27 min |           |
| 5     | Israel     | Denis Loktev (1:46,64 min) Daniel Namir (1:47,41 min) Tomer Frankel (1:48,19 min) Gal Cohen Groumi (1:46,41 min)                 | 7:08,65 min | NR        |
| 6     | Frankreich | Jordan Pothain (1:47,30 min) Hadrien Salvan (1:48,09 min) Enzo Tesic (1:46,84 min) Jonathan Atsu (1:46,65 min)                   | 7:08,88 min |           |
| 7     | Polen      | Kacper Majchrzak (1:49,32 min) Jakub Kraska (1:47,94 min) Kamil Sieradzki (1:50,44 min) Radosław Kawęcki (1:51,21 min)           | 7:18,91 min |           |
|       | Ungarn     | Balázs Holló (1:47,41 min) Gábor Zombori (1:47,27 min) Dominik Kozma Richárd Márton                                              | DSQ         |           |

### Vorlauf 2
| Platz | Nation             | Name | Zeit        | Anmerkung |
| ----- | ------------------ | --- | ----------- | --------- |
| 1     | Großbritannien     | Matthew Richards (1:46,35 min) James Guy (1:44,66 min) Calum Jarvis (1:45,53 min) Tom Dean (1:46,71 min)                       | 7:03,25 min |           |
| 2     | Australien         | Alexander Graham (1:45,72 min) Mack Horton (1:47,51 min) Elijah Winnington (1:46,19 min) Zac Incerti (1:45,58 min)             | 7:05,00 min |           |
| 3     | Vereinigte Staaten | Drew Kibler (1:46,12 min) Andrew Seliskar (1:46,17 min) Patrick Callan (1:47,12 min) Blake Pieroni (1:46,21 min)               | 7:05,62 min |           |
| 4     | Deutschland        | Lukas Märtens (1:47,27 min) Poul Zellmann (1:45,80 min) Henning Mühlleitner (1:48,11 min) Jacob Heidtmann (1:45,58 min)        | 7:06,76 min |           |
| 5     | Brasilien          | Luiz Altamir Melo (1:48,01 min) Fernando Scheffer (1:46,09 min) Murilo Sartori (1:46,76 min) Breno Correia (1:46,87 min)       | 7:07,73 min |           |
| 6     | Japan              | Konosuke Yanagimoto (1:48,50 min) Katsuhiro Matsumoto (1:45,35 min) Kōsuke Hagino (1:47,90 min) Kotaro Takahashi (1:47,78 min) | 7:09,53 min |           |
| 7     | Südkorea           | Lee Yoo-yeon (1:49,55 min) Hwang Sun-woo (1:48,88 min) Kim Woo-min (1:49,24 min) Lee Ho-joon (1:47,36 min)                     | 7:15,03 min |           |
| 8     | Irland             | Jack McMillan (1:46,66 min) Finn McGeever (1:48,46 min) Brendan Hyland (1:51,28 min) Shane Ryan (1:49,08 min)                  | 7:15,48 min |           |

## Finale
28. Juli 2021, 05:26 MEZ
| Platz | Nation             | Name | Zeit        | Anmerkung |
| ----- | ------------------ | --- | ----------- | --------- |
| 1     | Großbritannien     | Tom Dean (1:45,72 min) James Guy (1:44,40 min) Matthew Richards (1:45,01 min) Duncan Scott (1:43,45 min)                 | 6:58,58 min | ER        |
| 2     | ROC                | Martin Maljutin (1:45,69 min) Iwan Girjow (1:45,63 min) Jewgeni Rylow (1:45,26 min) Michail Dowgaljuk (1:45,23 min)      | 7:01,81 min |           |
| 3     | Australien         | Alexander Graham (1:46,00 min) Kyle Chalmers (1:45,35 min) Zac Incerti (1:45,75 min) Thomas Neill (1:44,74 min)          | 7:01,84 min |           |
| 4     | Vereinigte Staaten | Kieran Smith (1:44,74 min) Drew Kibler (1:45,51 min) Zach Apple (1:47,31 min) Townley Haas (1:44,87 min)                 | 7:02,43 min |           |
| 5     | Italien            | Stefano Ballo (1:45,77 min) Matteo Ciampi (1:45,88 min) Filippo Megli (1:45,33 min) Stefano Di Cola (1:46,26 min)        | 7:03,24 min |           |
| 6     | Schweiz            | Antonio Djakovic (1:45,77 min) Nils Liess (1:47,74 min) Noè Ponti (1:46,93 min) Roman Mityukov (1:45,68 min)             | 7:06,12 min | NR        |
| 7     | Deutschland        | Lukas Märtens (1:46,68 min) Poul Zellmann (1:46,30 min) Henning Mühlleitner (1:48,04 min) Jacob Heidtmann (1:45,49 min)  | 7:06,51 min |           |
| 8     | Brasilien          | Fernando Scheffer (1:45,93 min) Murilo Sartori (1:46,09 min) Breno Correia (1:48,11 min) Luiz Altamir Melo (1:48,09 min) | 7:08,22 min |           |